# Rébénacq
Rébénacq är en kommun i departementet Pyrénées-Atlantiques i regionen Nouvelle-Aquitaine i sydvästra Frankrike. Kommunen ligger i kantonen Arudy som tillhör arrondissementet Oloron-Sainte-Marie. År 2022 hade Rébénacq 643 invånare.

## Befolkningsutveckling
Antalet invånare i kommunen Rébénacq
| Referens: INSEE |